# SN 2006fy
SN 2006fy – supernowa typu Ia odkryta 11 września 2006 roku w galaktyce A232640-0050. W momencie odkrycia miała maksymalną jasność 19,80m.